# Liste der Kulturdenkmale in Königswalde

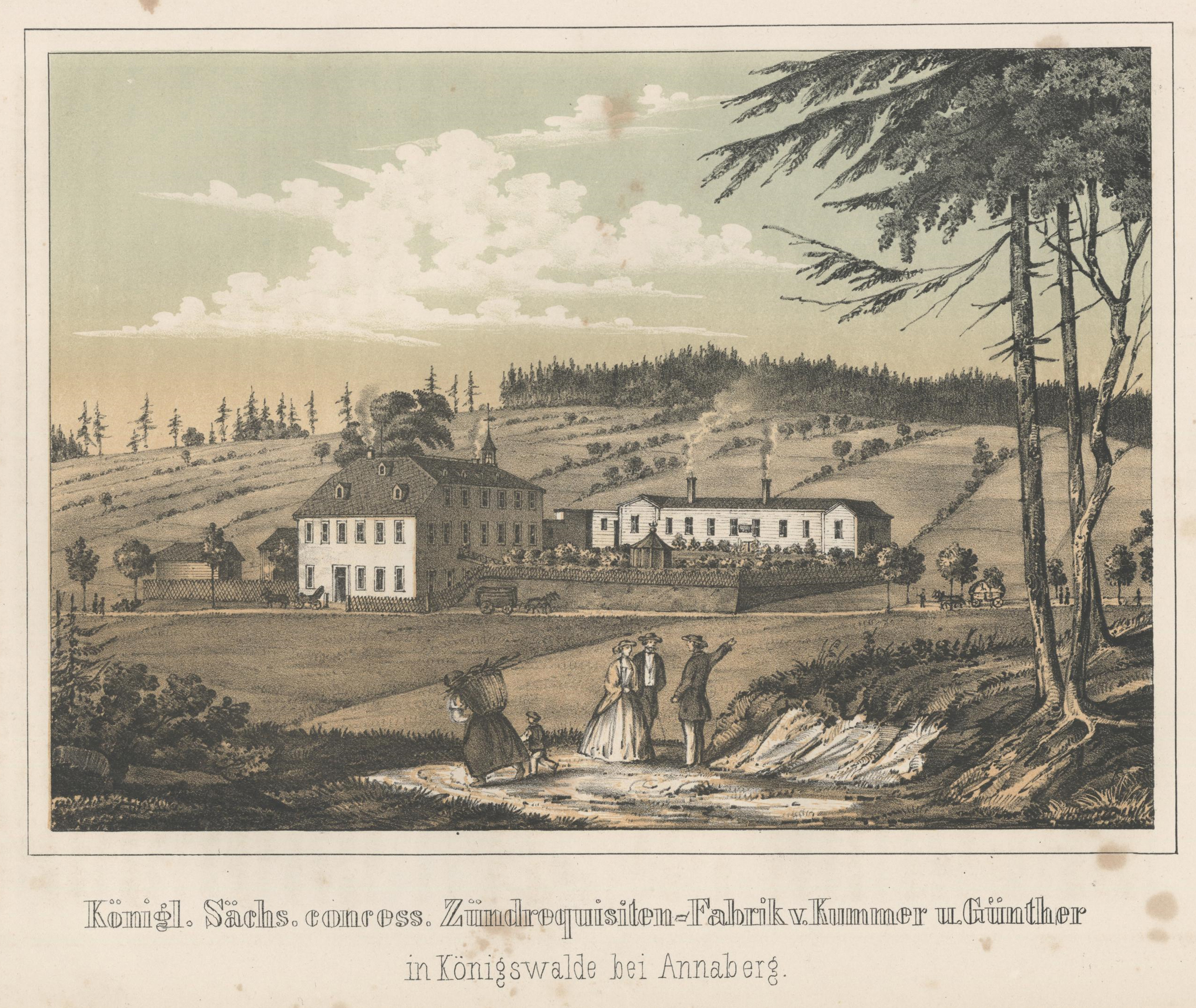
Alte Fabrik in Königswalde

Die Liste der Kulturdenkmale in Königswalde enthält die Kulturdenkmale in Königswalde.
Diese Liste ist eine Teilliste der Liste der Kulturdenkmale in Sachsen.

## Legende
- Bild: Bild des Kulturdenkmals, ggf. zusätzlich mit einem Link zu weiteren Fotos des Kulturdenkmals im Medienarchiv Wikimedia Commons. Wenn man auf das Kamerasymbol klickt, können Fotos zu Kulturdenkmalen aus dieser Liste hochgeladen werden:
- Bezeichnung: Denkmalgeschützte Objekte und ggf. Bauwerksname des Kulturdenkmals
- Lage: Straßenname und Hausnummer oder Flurstücknummer des Kulturdenkmals. Die Grundsortierung der Liste erfolgt nach dieser Adresse. Der Link (Karte) führt zu verschiedenen Kartendiensten mit der Position des Kulturdenkmals. Fehlt dieser Link, wurden die Koordinaten noch nicht eingetragen. Sind diese bekannt, können sie über ein Tool mit einer Kartenansicht einfach nachgetragen werden. In dieser Kartenansicht sind Kulturdenkmale ohne Koordinaten mit einem roten bzw. orangen Marker dargestellt und können durch Verschieben auf die richtige Position in der Karte mit Koordinaten versehen werden. Kulturdenkmale ohne Bild sind an einem blauen bzw. roten Marker erkennbar.
- Datierung: Baubeginn, Fertigstellung, Datum der Erstnennung oder grobe zeitliche Einordnung entsprechend des Eintrags in der sächsischen Denkmaldatenbank
- Beschreibung: Kurzcharakteristik des Kulturdenkmals entsprechend des Eintrags in der sächsischen Denkmaldatenbank, ggf. ergänzt durch die dort nur selten veröffentlichten Erfassungstexte oder zusätzliche Informationen
- ID: Vom Landesamt für Denkmalpflege Sachsen vergebene, das Kulturdenkmal eindeutig identifizierende Objekt-Nummer. Der Link führt zum PDF-Denkmaldokument des Landesamtes für Denkmalpflege Sachsen. Bei ehemaligen Kulturdenkmalen können die Objektnummern unbekannt sein und deshalb fehlen bzw. die Links von aus der Datenbank entfernten Objektnummern ins Leere führen. Ein ggf. vorhandenes Icon  führt zu den Angaben des Kulturdenkmals bei Wikidata.

## Königswalde
| Bild                                    | Bezeichnung | Lage                                       | Datierung | Beschreibung | ID       |
| --------------------------------------- | --- | ------------------------------------------ | --- | --- | -------- |
| Direkt Bild zu diesem Denkmal hochladen | Straßenbrücke über eine Eisenbahnlinie | (Karte)                                    | um 1872 | Hufeisenbogen, baugeschichtlich von Bedeutung. | 08951373 |
| Direkt Bild zu diesem Denkmal hochladen | Straßenbrücke | (Karte)                                    | bezeichnet 1902                                                                                                | Haustein-Bogenbrücke, baugeschichtlich von Bedeutung. Mit unregelmäßigem Bogen, Schlussstein bezeichnet 1902. | 09269226 |
| Direkt Bild zu diesem Denkmal hochladen | Straßenbrücke über eine Eisenbahnlinie | (Karte)                                    | 1920er Jahre                                                                                                   | Bogenbrücke in Bruchstein, Eisenbahnüberführung, baugeschichtlich von Bedeutung. | 09269992 |
| Direkt Bild zu diesem Denkmal hochladen | Wohnstallhaus, mit Anbau über Eck sowie Scheune eines Zweiseithofes                                                                                   | Alter Mildenauer Weg 4 (Karte)             | um 1800 | Wohnstallhaus Obergeschoss Fachwerk, baugeschichtlich von Bedeutung. Wohnstallhaus: Obergeschoss mit intakter Holzkonstruktion, eine Giebelseite massiv, Scheune verbrettert. | 09269248 |
| Direkt Bild zu diesem Denkmal hochladen | Wohnstallhaus | Alter Mildenauer Weg 14 (Karte)            | 1. Hälfte 19. Jahrhundert                                                                                      | Obergeschoss Fachwerk verbrettert, eine Seite massiv ersetzt, Beispiel für regionaltypischer Holzbauweise, baugeschichtlich von Bedeutung. Erdgeschoss massiv, desgleichen Talseite, alle Öffnungen in ursprünglicher Größe, Rest Obergeschoss Fachwerk verbrettert, mächtiges Krüppelwalmdach. | 09269241 |
| Direkt Bild zu diesem Denkmal hochladen | Wohnstallhaus | Alter Mildenauer Weg 15 (Karte)            | 1. Hälfte 19. Jahrhundert                                                                                      | Obergeschoss Fachwerk, Konstruktion weitgehend intakt, ortsbildprägende Lage, baugeschichtlich von Bedeutung. Erdgeschoss massiv, Fachwerk zum Teil sichtbar, zum Teil mit Schiefer verkleidet, Krüppelwalmdach, Fachwerk zweiriegelig, mit Seitenstreben, integrierter Scheunenteil. | 09269240 |
|                                         | Ehemalige Schmiede (mit Stellmacherei) | Annaberger Straße 4 (Karte)                | nachrichtlich 1818                                                                                             | Zeit- und regionaltypisches Gebäude mit intaktem Fachwerkobergeschoss, ortsgeschichtliche und baugeschichtliche Bedeutung. Erdgeschoss verändert, unter anderem durch Ladeneinbauten, jedoch Obergeschoss in erhaltener Konstruktion, originale Fenstergrößen, Giebel verschiefert, steiles Satteldach, jedoch mit fünf Dachliegefenstern | 09269991 |
| Direkt Bild zu diesem Denkmal hochladen | Wohnhaus (ohne Anbau) | August-Bebel-Straße 1 (Karte)              | um 1850 | Zeit- und regionaltypischer Bau mit Fachwerkobergeschoss, Konstruktion intakt, baugeschichtliche Bedeutung. Erdgeschoss massiv, verändert, jedoch Obergeschoss-Fenster originale Größe, tiefer Baukörper, Krüppelwalmdach, zwei Dachliegefenster. | 09269060 |
| Direkt Bild zu diesem Denkmal hochladen | Karussell | August-Bebel-Straße 6 (Karte)              | 1960er Jahre (Karussell)                                                                                       | Technikgeschichtlich von Bedeutung. | 08951397 |
| Direkt Bild zu diesem Denkmal hochladen | Wohnhaus (Umgebinde) | August-Bebel-Straße 12 (Karte)             | 1709 | Obergeschoss Fachwerk mit Kopfstreben, einziges Gebäude mit erhaltener Umgebindekonstruktion im Ort, trotz leichter Veränderungen besondere baugeschichtliche und hausgeschichtliche Bedeutung. Erdgeschoss massiv, Blockstube wohl ausgemauert, Rückseite des Hauses verändert, Umgebinde links 2/2 Joche mit Kopfbändern, Schlagläden, Obergeschoss gekehlte Schwelle, zweiriegelig, Kopfbänder Fachwerkkonstruktion intakt, steiles Satteldach mit markanten Aufschieblingen. | 09286223 |
| Direkt Bild zu diesem Denkmal hochladen | Wohnhaus | August-Bebel-Straße 14 (Karte)             | wahrscheinlich nach 1800                                                                                       | Obergeschoss Fachwerk, mit erhaltener Konstruktion, baugeschichtlich von Bedeutung. Erdgeschoss massiv, Fenster Obergeschoss originale Größe, Satteldach mit altdeutscher Schieferdeckung, drei Dachliegefenster. | 09286225 |
| Direkt Bild zu diesem Denkmal hochladen | Wohnhaus | August-Bebel-Straße 17 (Karte)             | 1756 | Obergeschoss Fachwerk leicht vorkragend, baugeschichtlich von Bedeutung. Erdgeschoss massiv, Naturstein-Haustürgewände, Giebelseite verkleidet, Obergeschoss-Konstruktion intakt, Ladeluke, Satteldach. | 09286227 |
| Direkt Bild zu diesem Denkmal hochladen | Gedenkstein | August-Bebel-Straße 34 (gegenüber) (Karte) | um 1800 | Denkmal für eine ertrunkene Frau, ortsgeschichtlich von Bedeutung. 125 Zentimeter hoch, weißer Crottendorfer Marmor. Der Sockel ist an vier Seiten beschriftet, kaum noch zu entziffern, eine Seite lässt erkennen, dass das Denkmal „Sophie Charlotte verwitwete Schubertin“ gewidmet war, die anderen drei Seiten enthalten Bibelsprüche, unter anderen „Fürchte dich nicht / den wo durchs Wasser gehest / will ich bey dier sein / daß dich die Ströme / nicht sollen ersaufen“ Jes. 43 Kap. 31. | 08967700 |
| Direkt Bild zu diesem Denkmal hochladen | Scheune eines Bauernhofes | August-Bebel-Straße 36 (Karte)             | 19. Jahrhundert                                                                                                | Große verbretterte Scheune, hoher Originalitätsgrad, baugeschichtlich von Bedeutung. Schiefergedecktes Satteldach mit Solaranlage. | 09286249 |
| Direkt Bild zu diesem Denkmal hochladen | Fabrikgebäude mit angrenzendem Wohngebäude, technische Ausstattung (zwei Turbinen) und Mühlgraben eines Mühlenanwesens                                | Bärensteiner Straße 22 (Karte)             | 1909 | Baugeschichtliche und ortsgeschichtliche Bedeutung, technisches Denkmal. - Produktionsgebäude mit angrenzendem Wohngebäude eines Mühlenanwesens, nach 1880 wohl als Pappenfabrik Wünsch errichtet, später Textilfabrik (Aufschrift „Zwirnerei“ und „Heinr.Wilh.Gutberlet“ noch erkennbar), dreigeschossiger massiver Putzbau (Erdgeschoss Bruchstein-, darüber Ziegelmauerwerk) mit Segmentbogenfenstern und flachem überstehenden Satteldach. - Anbau zu Kontor- bzw. Wohnzwecken im gleichen Aussehen, hier die Fenster dekorativ mit Ziegeln bekrönt, innen zwei Geschosse mit gusseisernen Säulen. - Seltenheitswert haben die Turbinen von Schindler (1909), die noch in Betrieb sind, zur erhaltenen technischen Anlage gehört auch der 550 Meter lange Wassergraben, Einfluss des zeitgenössischen sogenannten Schweizerstils, Adelung der industriellen Produktion mit der Formensprache klassischer Architektur (Säulen mit Kapitellen). Neben der baugeschichtlichen, ortsgeschichtlichen und industriegeschichtlichen Bedeutung entspricht die Anlage als Industriemühle im Tal bildlich dem Element einer typisch sächsischen Kulturlandschaft. Wassergraben 550 m lang. | 09269232 |
| Direkt Bild zu diesem Denkmal hochladen | Wohnhaus | Brettmühle 2 (Karte)                       | nach 1850 | Obergeschoss Fachwerk, Konstruktion intakt, baugeschichtlich von Bedeutung. Erdgeschoss massiv, verändert, Obergeschoss Fenster originale Größe, flaches Satteldach mit leichtem Überstand. | 09269230 |
| Direkt Bild zu diesem Denkmal hochladen | Straßenbrücke über den Pöhlbach | Brettmühle 4 (bei) (Karte)                 | 19. Jahrhundert                                                                                                | Einbogige Bruchstein-Bogenbrücke (schöne Wangen), baugeschichtlich und verkehrsgeschichtlich von Bedeutung. | 09269239 |
| Weitere Bilder                          | Gasthaus | Brettmühle 5 (Karte)                       | 1882 | Putzbau mit Anlehnung an den Schweizerstil, ortsgeschichtlich von Bedeutung. Eineinhalbgeschossiger massiver Putzbau im Hakengrundriss, Dachüberstände, schöne neue Schieferdeckung, Naturstein-Fenstergewände. | 09269228 |
| Direkt Bild zu diesem Denkmal hochladen | Ehemaliges Forsthaus mit Seitengebäude | Brettmühle 6 (Karte)                       | 1906 | Villenartiges Gebäude mit Zierfachwerk, sowohl Schweizerstil- als auch Jugendstileinflüsse, authentisch erhalten, Seitengebäude gleichen Stils, baugeschichtlich und ortsgeschichtlich von Bedeutung. - Eineinhalbgeschossiger massiver Putzbau mit Fenstergewänden, Sprossung im originalen Sinne, Giebel Fachwerk, Satteldach mit Überstand, Fachwerk teilweise gebogen, - Seitengebäude eingeschossiger Putzbau mit Drempel und Giebel in Fachwerk, Satteldach, vermutlich ehemaliger Pferdestall. | 09269231 |
|                                         | Wohnhaus mit Anbau | Brettmühle 16 (Karte)                      | Schlussstein bezeichnet 1819, Kern womöglich älter                                                             | Regionaltypischer Wohnbau mit Fachwerkobergeschoss, baugeschichtlich und ortsgeschichtlich von Bedeutung. Erdgeschoss massiv, intaktes Wand-Öffnungs-Verhältnis, desgleichen Obergeschoss, hier aber (Nordseite) Fachwerk 1954 massiv ersetzt, Anbau mit Fachwerk-Giebel zitiert Andreaskreuze (liegend), flaches Satteldach mit Ausbauten. | 09269229 |
|                                         | Wasserwerk mit Turbine, Graben, Maschinenhaus und Hebewerk                                                                                            | Brettmühle 17 (Karte)                      | 1888/1889 | Markanter Putzbau mit Mansarddach, baugeschichtlich und technikgeschichtlich von Bedeutung. Eingeschossiger massiver Putzbau mit Segmentbogenfenstern, Traufgesims, Mansarddach mit Ausbauten, Schieferdeckung, Fenster in dem Original nachempfundener Sprossung. | 09269227 |
| Direkt Bild zu diesem Denkmal hochladen | Wohnhaus | Fabrikstraße 8 (Karte)                     | 1853, Kern womöglich älter                                                                                     | Regionaltypischer Wohnbau mit verkleidetem Fachwerkobergeschoss, baugeschichtlich von Bedeutung. Erdgeschoss massiv, Obergeschoss-Konstruktion weitgehend intakt, mit Eternit verkleidet, im Giebel zwei Fenster vergrößert, Satteldach, zwei stehende Gaupen, Schieferdeckung. | 09269999 |
| Direkt Bild zu diesem Denkmal hochladen | Kellerhaus | Fabrikstraße 9a (Karte)                    | 19. Jahrhundert                                                                                                | Kleiner Putzbau mit Satteldach, sozialgeschichtliche Bedeutung. Eingeschossig, massiv, steiles Satteldach. | 09269998 |
| Direkt Bild zu diesem Denkmal hochladen | Wohnhaus | Fabrikstraße 16 (Karte)                    | wohl 18. Jahrhundert                                                                                           | Regionaltypischer Wohnbau mit verbrettertem Fachwerkobergeschoss, baugeschichtlich von Bedeutung. Erdgeschoss geglättet, Obergeschoss Fenster originale Größe, ohne Sprossung, Verbretterung schöne Kriecher-Decker, steiles Satteldach. | 09286245 |
| Direkt Bild zu diesem Denkmal hochladen | Kellerhaus | Fabrikstraße 16a (Karte)                   | 19. Jahrhundert                                                                                                | Kleiner Putzbau mit Satteldach, sozialgeschichtliche Bedeutung. Bruchstein, darüber Verbretterung, Satteldach. | 09286247 |
| Direkt Bild zu diesem Denkmal hochladen | Trafohaus | Fabrikstraße 16b (gegenüber) (Karte)       | vermutlich 1920er Jahre                                                                                        | Gebäude aus Granitmauerwerk mit Satteldach, Zeugnis für Elektrifizierung des Ortes, technikgeschichtlich von Bedeutung. Eventuell 1950er Jahre, steiles Satteldach mit Schieferdeckung. | 09286243 |
| Direkt Bild zu diesem Denkmal hochladen | Wohnstallhaus und zwei Scheunen eines Dreiseithofes                                                                                                   | Geyersdorfer Straße 1 (Karte)              | nachrichtlich 1719                                                                                             | Zeit- und regionaltypische Hofanlage, Wohnstallhaus Obergeschoss zum Teil noch Fachwerk, Scheunen in Holzkonstruktion, baugeschichtliche Bedeutung. - Wohnstallhaus: Erdgeschoss massiv, Obergeschoss zum Teil massiv ersetzt, Wahrung des Wand-Öffnungs-Verhältnisses, steiles Satteldach, - Beide Seitengebäude in mäßigem Zustand, aber sehr ursprünglich, gute Verbretterung, eventuell gleiches Alter. | 09269237 |
| Direkt Bild zu diesem Denkmal hochladen | Wohnstallhaus eines ehemaligen Bauernhofes | Geyersdorfer Straße 2a (Karte)             | wohl 18. Jahrhundert                                                                                           | Stattliches, zeit- und regionaltypisches Gebäude mit Fachwerkobergeschoss, großteils verbrettert, authentisch erhalten, baugeschichtlich und straßenbildprägend von Bedeutung. Erdgeschoss Bruchstein, Stallteil erkennbar, steiles Satteldach. | 09269236 |
| Direkt Bild zu diesem Denkmal hochladen | Scheune eines Zweiseithofes | Geyersdorfer Straße 5 (Karte)              | wohl 1. Hälfte 19. Jahrhundert, eventuell noch älter                                                           | Teils massiv, teils Holzkonstruktion, authentisch, baugeschichtliche und wirtschaftsgeschichtliche Bedeutung. Sorgfältiges Bruchsteinmauerwerk, Obergeschoss hinten mit Verbretterung, Krüppelwalmdach. | 09269235 |
| Direkt Bild zu diesem Denkmal hochladen | Wohnstallhaus und Scheune eines Bauernhofes | Geyersdorfer Straße 6 (Karte)              | 1854, Kern eventuell älter                                                                                     | Fachwerkbauten, hoher Originalitätsgrad, baugeschichtliche und ortsentwicklungsgeschichtliche Bedeutung. - Wohnstallhaus: Erdgeschoss massiv, Stallteil original, ohne Gewölbe, Fachwerk zum Teil verbrettert (Kriecher-Decker), Fenster ohne Sprossung, Satteldach mit leichtem Überstand, altdeutsche Schieferdeckung, - Scheune: Sichtfachwerk, originale Tore. | 09269234 |
| Direkt Bild zu diesem Denkmal hochladen | Wohnstallhaus und Scheune eines Zweiseithofes | Geyersdorfer Straße 9 (Karte)              | Kern wohl 18. Jahrhundert                                                                                      | Wohnstallhaus Obergeschoss Fachwerk, baugeschichtlich und ortsgeschichtlich von Bedeutung. Wohnstallhaus: Obergeschoss Fachwerk, weitgehend intakt, Erdgeschoss massiv, breiter Kubus mit steilem Satteldach, Fachwerk verkleidet, Hufen-Zweiseithof. | 09269233 |
|                                         | Gasthaus (heute Kirchgemeindehaus) | Jöhstädter Straße 2 (Karte)                | um 1905 | Zeittypische Putzfassade, baugeschichtlich und ortsgeschichtlich von Bedeutung. Gasthaus: zweigeschossiger massiver Putzbau, originales Haustürblatt, im Erdgeschoss drei Rundbogenfenster, flacher mansardgegiebelter Mittelrisalit mit elliptischem Okulus, Mansarddach, alte Fenstersprossung, Tanzsaal mit charakteristischen Rundbogenfenstern. | 09269913 |
|                                         | Wohnhaus | Jöhstädter Straße 4 (Karte)                | 1904 | Gelbe geklinkerte Fassade, mit zeitgenössischer Ornamentierung, baugeschichtlich von Bedeutung. Zweigeschossiger Klinkerbau mit Sandstein-Fensterrahmungen, florale Fensterbekrönungen, darüber Segmentbogen-Mauerwerk rot-gelb, flacher Mittelrisalit übergiebelt, Dachüberstände im Schweizerstil, zwei stehende Gaupen, Schieferdeckung. | 09269987 |
| Direkt Bild zu diesem Denkmal hochladen | Wohnhaus eines Bauernhofes | Jöhstädter Straße 6 (Karte)                | wohl vor 1750                                                                                                  | Obergeschoss Fachwerk mit Überstand, unter Beibehaltung vieler historischer Details renoviert, baugeschichtlich und hausgeschichtlich von Bedeutung. Erdgeschoss massiv, beide Geschosse mit denkmalgerechten Kastenfenstern, Fachwerkkonstruktion intakt, Giebel verbrettert, Satteldach mit markanten Aufschieblingen, Freischwinger. | 09269989 |
| Direkt Bild zu diesem Denkmal hochladen | Scheune eines Bauernhofes | Jöhstädter Straße 7 (Karte)                | 1850 | Fachwerkscheune, authentisch erhalten, Bestandteil der Ortskernstruktur, baugeschichtlich von Bedeutung. Fachwerk sichtbar, Satteldach, Wand-Öffnungs-Verhältnis intakt, zum Teil Verbretterungen. | 09269990 |
| Direkt Bild zu diesem Denkmal hochladen | Wohnhaus | Jöhstädter Straße 8 (Karte)                | um 1800 | Obergeschoss Fachwerk, ehemaliges Chausseehaus, baugeschichtliche und ortsgeschichtliche Bedeutung. Erdgeschoss massiv, verändert, Fachwerk-Korb-Konstruktion intakt, Zeugnis der Spätphase der Holzbauweise, Krüppelwalmdach. | 09269988 |
| Direkt Bild zu diesem Denkmal hochladen | Wohnhaus | Jöhstädter Straße 9 (Karte)                | vor 1800 | Obergeschoss Fachwerk, regionaltypisch, baugeschichtlich von Bedeutung. Erdgeschoss massiv, verändert, zweiriegeliges Fachwerk im Obergeschoss, Konstruktion intakt, auf der Giebelseite verkleidet. | 09286242 |
| Direkt Bild zu diesem Denkmal hochladen | Vier Stuckreliefs an der Schule | Jöhstädter Straße 10 (Karte)               | 1925–1926 | Einfluss des Expressionismus, künstlerischer Wert. - Eule und Bücher, - Mathematik, - Globus (Geografie, Astronomie), - Fabrik, Zirkel und Dreieck. | 09286231 |
| Direkt Bild zu diesem Denkmal hochladen | Ehemaliges Wohnstallhaus | Jöhstädter Straße 12 (Karte)               | Kern 18. Jahrhundert                                                                                           | Obergeschoss Fachwerk, regionaltypisch, Konstruktion weitgehend erhalten, baugeschichtliche Bedeutung. Erdgeschoss massiv, geglättet, Obergeschoss Fenster originale Größe, Giebel verbrettert, steiles Satteldach, rückwärtiger Anbau späterer Zeit. | 09286228 |
|                                         | Wohnhaus | Lindenstraße 13 (Karte)                    | um 1850 | Obergeschoss Fachwerk, authentisch erhalten, baugeschichtlich von Bedeutung. Erdgeschoss massiv, Sichtfachwerk zweiriegelig, originale Fenstergröße, Satteldach mit Überstand, altdeutsche Schieferdeckung. | 09269252 |
| Direkt Bild zu diesem Denkmal hochladen | Wohnstallhaus | Lindenstraße 19 (Karte)                    | bezeichnet 1862, Kern älter                                                                                    | Obergeschoss Fachwerk mit Kopfstreben, authentisch erhalten, baugeschichtliche Bedeutung. Erdgeschoss massiv, profiliertes Türgewände bezeichnet 1862, Erdgeschoss Fenster mit Schlagläden, Sichtfachwerk zweiriegelig, originale Fenstergrößen, ehemalige Ladeluke, Fachwerk mit Streben und einem Kopfband, steiles Satteldach. | 09269253 |
| Direkt Bild zu diesem Denkmal hochladen | Wohnstallhaus | Lindenstraße 39 (Karte)                    | Kern 18. Jahrhundert                                                                                           | Obergeschoss Fachwerk, mit weitgehend intakter Holzkonstruktion, baugeschichtliche Bedeutung. Erdgeschoss massiv, Stallteil, Obergeschoss Fenster weitgehend originale Größe, Satteldach mit Überstand. | 09269247 |
| Direkt Bild zu diesem Denkmal hochladen | Wohnstallhaus (mit integriertem Wirtschaftsteil) | Lindenstraße 40 (Karte)                    | 1856 | Obergeschoss Fachwerk, Zeugnis der Spätphase regionaltypischer Holzbauweise, authentisch, baugeschichtliche Bedeutung. Erdgeschoss massiv, Stallteil erkennbar, Haustür verändert, zweiriegeliges Fachwerk, einfeldrige Fenster mit Sprossenaufsatz in originaler Größe, Krüppelwalmdach mit leichtem Überstand, Schieferdeckung, Gaupen. | 09269246 |
| Direkt Bild zu diesem Denkmal hochladen | Wohnhaus | Lindenstraße 44 (Karte)                    | um 1850, eventuell Kern älter                                                                                  | Obergeschoss Fachwerk, hoher Originalitätsgrad, baugeschichtliche Bedeutung. Erdgeschoss massiv, Wand-Öffnungs-Verhältnis intakt, Satteldach, Schieferdeckung. | 09269245 |
| Weitere Bilder                          | Kirche und Kirchhof mit Einfriedung und Trauerhalle, zwei Grabmale, eine Grabanlage, zwei Grufthäuser (pavillonähnliche Bauten an der Kirchhofsmauer) | Mildenauer Straße 1 (Karte)                | 1523 (Chorbereich); bezeichnet mit 1727 (Kanzelaltar); 1746 (barockes Grabmal); 1929 (Orgel und Orgelprospekt) | Spätgotisch-barocke Saalkirche mit Dachreiter, bau- und ortsgeschichtlich von Bedeutung. - Kleine Saalkirche: der Chorbereich von 1523, später nach Westen erweitert, nach Brand 1632 Wiederaufbau: Dachstuhl 1633, Einbau der Decke 1642, Restaurierungen 1928 und 1970/71, verputzter Bruchsteinbau mit dreiseitigem Ostschluss, hohem Walmdach und Dachreiter - Zwei Grufthäuser (pavillonähnliche Bauten) an der Kirchhofsmauer zu Seiten des Kirchhofstores: von ca. 1910, in dem einen befindet sich ein klassizistisches Säulengrabmal, in dem anderen neuere Gedenktafeln Erster und Zweiter Weltkrieg (kein Denkmal) Grabmale: - Klassizistisches Säulengrabmal: auf profiliertem Sockel, Sandstein, oberer Abschluss Urne, zwei Medaillons mit verwitterten Inschriften, das Grabmal wird von einem Pavillon mit abgewalmten Dach überdacht (um 1910) - Barockes Grabmal: aus Sandstein mit Inschriften und Reliefornamentik, 1746 - Grabanlage der Familie Emil Kunze: dreizoniger Wandaufbau mit zwei stehenden, trauernden Frauenfiguren, nach 1900 | 09269511 |
| Direkt Bild zu diesem Denkmal hochladen | Denkmal für die Gefallenen des Deutsch-Französischen Krieges                                                                                          | Mildenauer Straße (Karte)                  | 1870/1871 | Ortsgeschichtlich von Bedeutung. Zweistufiger Granitsockel, darauf dreifach gegliederter profilierter Sandsteinkubus, reich profilierter pyramidaler Abschluss, Medaillon mit Laubkranz und Eisernem Kreuz. | 09307434 |
|                                         | Pfarrhaus (ehemals auch Schule) | Mildenauer Straße 1 (Karte)                | 1632 | Obergeschoss Fachwerk mit Andreaskreuzen, hochgradig ursprünglich, besondere baugeschichtliche und ortsgeschichtliche Bedeutung. Erdgeschoss massiv, mit Korbbogenportal (Schlussstein bezeichnet „1832“), schönes altes Türblatt mit Sonnenmotiven, wahrscheinlich 18. Jahrhundert, Andreaskreuze Obergeschoss, Fenster in originaler Größe, gesprosst, steiles Satteldach ohne Ausbau mit altdeutscher Schieferdeckung. | 09269258 |
| Direkt Bild zu diesem Denkmal hochladen | Ehemaliges Wohnstallhaus | Mildenauer Straße 2 (Karte)                | Kern wohl 18. Jahrhundert                                                                                      | Obergeschoss Fachwerk verbrettert, trotz Veränderungen baugeschichtlich von Bedeutung. Erdgeschoss massiv, Fachwerkkonstruktion weitgehend intakt, jedoch Umbauten auf der Rückseite, steiles Satteldach. | 09269426 |
| Weitere Bilder                          | Mühlengebäude und Pflasterung | Mildenauer Straße 3 (Karte)                | nachrichtlich ab 1617642676                                                                                    | Mühle mit Wappen, besondere baugeschichtliche und ortsgeschichtliche Bedeutung. Untere zwei Geschosse massiv (Bruchstein), darin korbbogiges Portal mit Türblatt aus den 1920er Jahren, darüber Mühlenwappen, Obergeschoss verbrettert, Satteldach, Gebäude war ursprünglich Pochwerk und Erzwäsche, später Mahlmühle, noch Backöfen im Inneren vorhanden. | 09269257 |
|                                         | Häuslerhaus | Mildenauer Straße 17 (Karte)               | vermutl. 18. Jahrhundert                                                                                       | Obergeschoss Fachwerk, baugeschichtlich und sozialgeschichtlich von Bedeutung. Erdgeschoss massiv, Winterfenster, Fachwerk einriegelig mit Streben, Konstruktion weitgehend original, steiles Satteldach mit Überstand. | 09269256 |
|                                         | Wohnstallhaus mit Anbau über Eck | Mildenauer Straße 18 (Karte)               | vermutl. 18. Jahrhundert                                                                                       | Obergeschoss Fachwerk, authentisch erhalten, baugeschichtlich von Bedeutung. Erdgeschoss massiv, geglättet, Obergeschoss Fenster gesprosst und originale Größe, im Fachwerk Ladeluke, steiles Satteldach mit Überstand. | 09269255 |
| Direkt Bild zu diesem Denkmal hochladen | Kellerhaus | Mildenauer Straße 57 (gegenüber) (Karte)   | 1825 | Kleiner Putzbau mit Satteldach am Berg, sozialgeschichtliche Bedeutung. Kleines massives Häuschen mit steilem Satteldach. | 09269242 |
| Direkt Bild zu diesem Denkmal hochladen | Ehemaligen Sägemühle und nördlicher Mühlgraben | Mildenauer Straße 61 (Karte)               | Hammerwerk nachgewiesen seit 17. Jahrhundert                                                                   | Ursprünglich Hammerwerk, Gebäude in Bruchsteinmauerwerk, mit markantem Dachreiter, baugeschichtlich, ortsgeschichtlich und landschaftsgestaltend von Bedeutung. Erdgeschoss mit Stallteil, intaktes Wand-Öffnungs-Verhältnis, zum Teil alte Fenstersprossung, Giebel mit Bogenfenstern, Satteldach. Seit 17. Jahrhundert nachweisbar, war ursprünglich Hammerwerk, seit 1866 Sägewerk. | 09269238 |
|                                         | Bahnhofsgebäude | Oberer Bahnhof 1 (Karte)                   | um 1872 | Mit Anlehnung an den Schweizerstil, verschiefert, verkehrsgeschichtliche Bedeutung. | 08951267 |
| Direkt Bild zu diesem Denkmal hochladen | Wohnstallhaus und Scheune eines Bauernhofes | Oberer Gutsweg 4 (Karte)                   | nachrichtlich 1636                                                                                             | Wohnstallhaus, Obergeschoss Fachwerk, Scheune verbrettert, baugeschichtlich, hausgeschichtlich und heimatgeschichtlich von Bedeutung. Erdgeschoss massiv, hohes Obergeschoss verbrettert, Konstruktion intakt, steiles Satteldach, Scheune massiv, darüber Holzkonstruktion, Hufen-Zweiseithof. | 09269997 |
| Direkt Bild zu diesem Denkmal hochladen | Wohnstallhaus und Scheune eines Bauernhofes | Oberer Gutsweg 8 (Karte)                   | 1876 | Massives Wohnstallhaus, Fachwerkscheune, ortsbildprägende Lage, baugeschichtlich und ortsgeschichtlich von Bedeutung. - Wohnstallhaus: Zweigeschossiger massiver Putzbau, Fenstergewände, alte Fenstersprossung, Stallteil klar erkennbar. - Scheune: Preußisches Fachwerk, Satteldach; Hufen-Zweiseithof. | 09286250 |
| Direkt Bild zu diesem Denkmal hochladen | Wohnhaus | Quergasse 1 (Karte)                        | 18. Jahrhundert                                                                                                | Obergeschoss Fachwerk, Konstruktion intakt, baugeschichtlich von Bedeutung. Erdgeschoss massiv, geglättet, Obergeschoss-Fenster originale Größe, zum Teil alte Sprossung, Satteldach. | 09269994 |
| Direkt Bild zu diesem Denkmal hochladen | Portal eines Wohnhauses | Quergasse 3 (Karte)                        | wohl 1630 | Handwerklich-künstlerisch von Bedeutung. Spätgotisches Türgewände mit Kämpfer und Sitznischen, spitzbogig zulaufend, wahrscheinlich auch Türblatt zeitgenössisch, Beschriftung. | 09269995 |
| Direkt Bild zu diesem Denkmal hochladen | Wohnhaus | Quergasse 6 (Karte)                        | Kern 18. Jahrhundert, womöglich noch älter                                                                     | Obergeschoss Fachwerk, mehrere Bauphasen, authentisch erhalten, baugeschichtliche Bedeutung. Erdgeschoss massiv, Hautürsituation verändert, Obergeschoss zweiriegeliges Fachwerk mit Streben, hier Fenster originale Größe, über ehemaligem Stallteil Baunaht, steiles Satteldach mit leichtem Überstand. | 09269996 |
| Direkt Bild zu diesem Denkmal hochladen | Wohnstallhaus eines Bauernhofes | Unterer Gutsweg 7 (Karte)                  | bezeichnet 1800                                                                                                | Obergeschoss Fachwerk, Relikt ländlicher Holzbauweise, baugeschichtliche Bedeutung. Erdgeschoss massiv, verändert, Obergeschoss verkleidet, Bergseite untypisch querverbrettert, steiles Satteldach mit markanten Aufschieblingen, Obergeschoss Fenster originale Größe. | 09269251 |
| Direkt Bild zu diesem Denkmal hochladen | Wohnstallhaus und Scheune eines Bauernhofes | Unterer Gutsweg 14 (Karte)                 | bezeichnet 1800                                                                                                | Wohnstallhaus Obergeschoss Fachwerk, Gehöft authentisch erhalten, von ortsbildprägender Wirkung, baugeschichtlich von Bedeutung. Erdgeschoss massiv, Stallteil klar erkennbar, Wand-Öffnungs-Verhältnis im Obergeschoss intakt, steiles Satteldach, Schieferdeckung, auch der Giebel verschiefert, alte Scheune in Holzkonstruktion, ebenfalls von hohem Originalitätsgrad. | 09269244 |